# 696 (numero)
Seicentonovantasei (696) è il numero naturale dopo il 695 e prima del 697.

## Proprietà matematiche
- È un numero pari.
- È un numero composto con 16 divisori: 1, 2, 3, 4, 6, 8, 12, 24, 29, 58, 87, 116, 174, 232, 348, 696. Poiché la somma dei suoi divisori (escluso il numero stesso) è 1104 > 696 è un numero abbondante.
- È un numero semiperfetto in quanto pari alla somma di alcuni (o tutti) i suoi divisori.
- È un numero palindromo nel sistema numerico decimale e nel sistema di numerazione posizionale a base 28 (OO).  In quest'ultima base è altresì un numero a cifra ripetuta.
- È un numero 48-gonale e un numero 233-gonale.
- È un numero pratico.
- È un numero congruente.
- È parte delle terne pitagoriche (290, 696, 754), (480, 504, 696), (522, 696, 870), (696, 697, 985), (696, 928, 1160), (696, 1305, 1479), (696, 1610, 1754), (696, 2030, 2146), (696, 2475, 2571), (696, 3328, 3400), (696, 4147, 4205), (696, 5022, 5070), (696, 6710, 6746), (696, 7553, 7585), (696, 10080, 10104), (696, 13447, 13465), (696, 15130, 15146), (696, 20178, 20190), (696, 30272, 30280), (696, 40365, 40371), (696, 60550, 60554), (696, 121103, 121105).

## Astronomia
- 696 Leonora è un asteroide della fascia principale del sistema solare.
- NGC 696 è una galassia lenticolare della costellazione della Fornace.

## Astronautica
- Cosmos 696 è un satellite artificiale russo.

## Altri ambiti
- 696 è il numero totale di aree locali. L'area locale è il terzo livello di suddivisione territoriale telefonica italiana.